# Kluang
Kluang è una città della Malaysia situata nello Stato di Johor, capoluogo del distretto di Kluang.